# HMS Amazon (1795)
HMS Amazon (Корабль Его Величества «Амазон — Амазонка») — 36-пушечный фрегат 5 ранга. Третий корабль Королевского флота, названный HMS Amazon, в честь амазонок, мифического племени женщин из древнегреческой мифологии. Заложен в июне 1794 года. Спущен на воду 4 июля 1795 года на частной верфи Джона и Уильяма Уэлсов в Ротерхите. Всю свою недолгую службу Амазонка провела в составе флота Канала, являясь частью небольшой эскадры под командованием сэра Эдварда Пеллью. В составе этой эскадры фрегат принял участие в нескольких сражениях Французских революционных войн, прежде чем во время боя с французским линейным кораблем Droits de l'Homme не был выброшен на берег в заливе Аудерне 14 января 1797 года.

## Строительство
Амазонка была одним из четырех 36-пушечных фрегатов типа «Амазонка», построенных по проекту Уильяма Рула. Проект предусматривал основную батарею из двадцати шести 18-фунтовых (8,2 кг) пушек на орудийной палубе, восемь 9-фунтовых (4,1 кг) на шканцах и две на баке. Кроме того, предусматривалась и установка 32-фунтовых (15 кг) карронад, шести на квартердеке и двух на баке. Амазонка и ее сестринское судно, HMS Эмеральд, были заказаны 24 мая 1794 года. Работы начались в июне того же года на частной верфи Джона и Уильяма Уэлсов в Ротерхите, когда был заложен киль. Спущеная на воду 4 июля 1795 года Амазонка затем была доставленана на верфь в Дептфорде. Работы по оснащению продолжались с 3 по 25 сентября. Строительство, включая полное оснащение, обошлось в 24 680 фунтов стерлингов.

## Служба
20 марта 1796 года Amazon, под командованием капитана Роберта Рейнольдса, в составе эскадры Эдварда Пеллью участвовал в преследовании трёх французских корветов, один из которых, 26-пушечный Volage, был вынужден выброситься на берег возле береговой батареи в устье Луары. При этом Volage потерял все свои мачты, но тем не менее уцелел, и французы смогли затем снять его с берега. Два других корвета, Sagesse и Eclatant, бежали вверх по реке. По итогам сражения среди экипажа Amazon было четверо раненых.
В период с 11 по 21 марта эскадра Пеллью, состоящая из фрегатов Indefatigable, Concorde, Révolutionnaire, Amazon, Argo и наемного люгера Duke of York, захватила шесть и потопила три торговых судна. Призовые деньги были разделены между всеми судами эскадры.

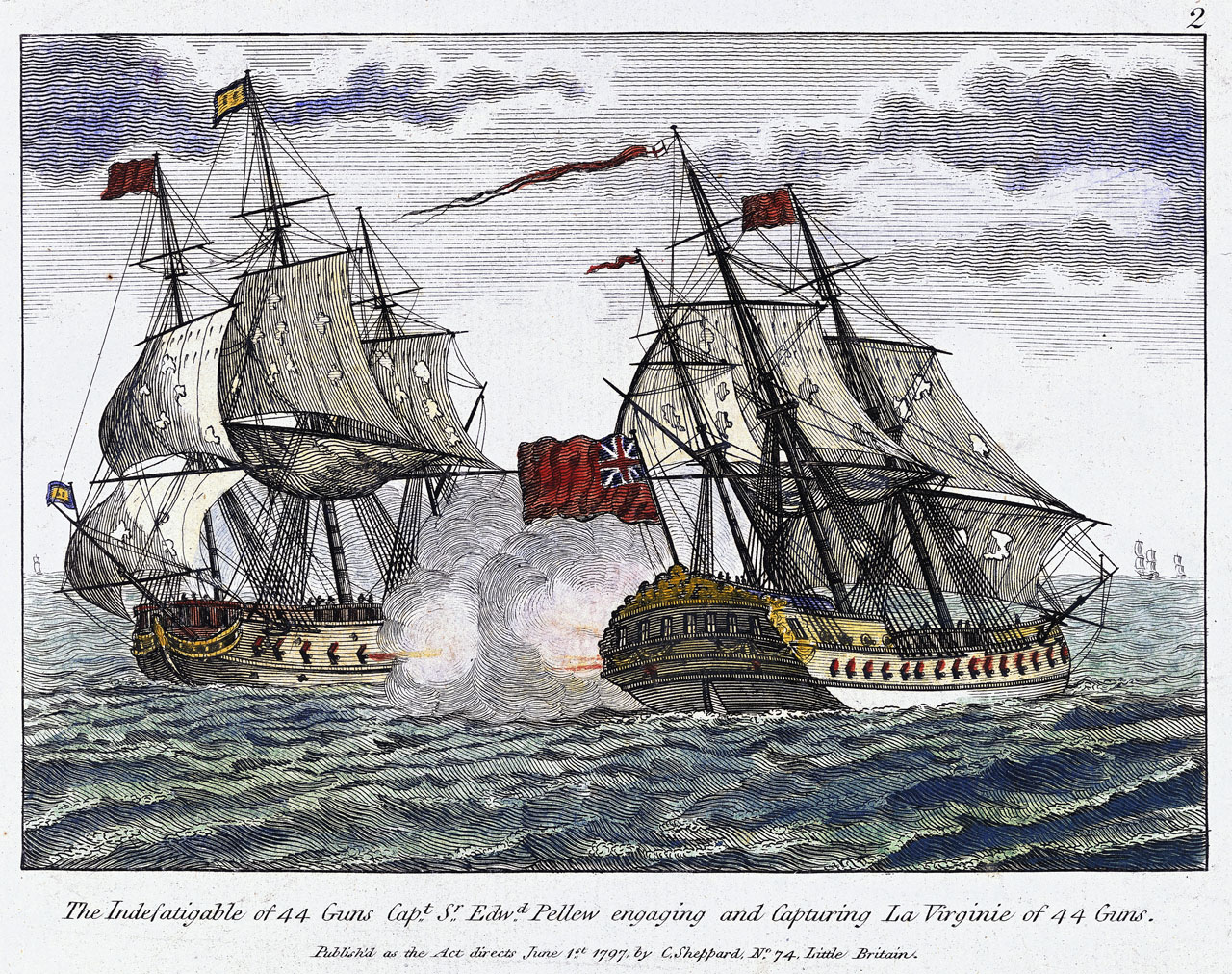
Бой между Indefatigable и Virginie

Утром 20 апреля 1796 года Indefatigable заметил французский 44-пушечный фрегат Virginie возле мыса Лизард. Indefatigable, Amazon и Concorde преследовали Virginie, пока Indefatigable не догнал его вскоре после полуночи 21 апреля после погони, которая продолжалась 15 часов на расстоянии в 168 миль. После двухчасового боя Virginie все ещё не спустил свой флаг и бой мог продолжаться ещё долго, если бы не прибыл Concorde. Видя, что он оказался в меньшинстве, Virginie сдался. Он был вооружен 44 пушками, 18- и 9-фунтовыми, и имел экипаж из 340 человек под командованием капитана Бержере. В сражении он потерял 14 или 15 человек убитыми и 27 ранеными. При этом из-за пробоин корпуса у него в трюме было уже четыре фута воды. Пеллью отправил Virginie в Плимут под конвоем Concorde а сам на следующий день продолжил своё плавание с Amazon, который получил некоторые повреждения. Virginie впоследствии был принят в состав Королевского флота как HMS Virginie.
В июле 1796 года были выплачены призовые деньги за поимку Unite и Virginie в размере £ 20,000. Amazon разделил эти деньги с Indefatigable, Revolutionnaire, Concorde и Argo. По-видимому Duke of York также получил свою долю с некоторых или даже всех призов. В 1847 году Адмиралтейство выпустило медаль с пряжкой «Indefatigable 20 апр. 1796», которой были награждены все выжившие участники сражения с Virginie.
12 июня 1796 года Amazon, Indefatigable, Concorde, Revolutionaire и Phoebe после 24-часовой погони в районе Уэссана захватили два французских брига — Trois Couleurs и Blonde. Trois Couleurs нёс на борту 10 орудий и экипаж из 70 человек. Blonde был вооружен 16 пушками и имел экипаж из 95 человек. Оба брига покинули Брест двумя днями ранее, чтобы продолжить свой шестинедельный круиз, за время которого они не захватили ни одного приза.
В сентябре 1796 года Amazon, Phoebe, Revolutionnaire и Indefatigable захватили ещё пять испанских кораблей.
1 октября 1796 года Amazon, Indefatigable, Revolutionnaire, Phoebe и Jason приняли участие в захвате Vrow Delenea Maria.
В январе 1797 года Indefatigable и Amazon захватили пакетбот Sangossee. 7 января Indefatigable и Amazon захватили Emanuel.

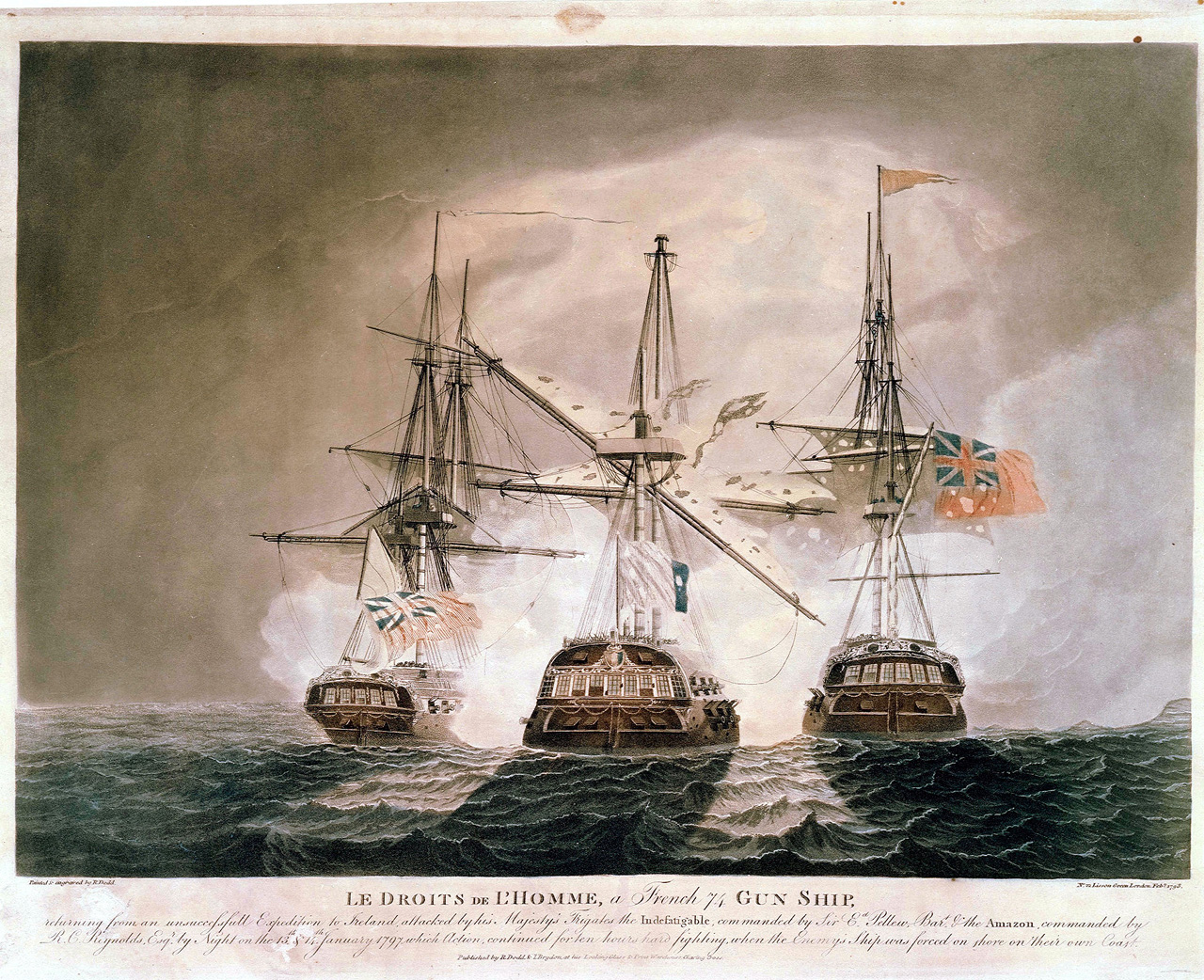
Бой между Amazon (слева) и Le Droits de L’Homme

13 января 1797 года произошло сражение между двумя британскими фрегатами, Amazon и Indefatigable, и французским 74-пушечным линейным кораблем Droits De L’Homme. Droits De L’Homme был частью неудачной экспедиции в Ирландию, и теперь возвращался домой. Indefatigable и Amazon было приказано патрулировать море в районе острова Уэссан чтобы перехватить возвращающиеся французские корабли, когда они увидели Droits De L’Homme во второй половине дня 13 января. Бой длился более 15 часов, в условиях сильного шторма и постоянной угрозы налететь на скалы побережья Бретона. Волнение моря было настолько сильно, что французский корабль не мог открыть свои нижние орудийные порты и в результате мог вести огонь только с верхней орудийной палубы, что свело на нет всё его преимущество в вооружении. Более маневренные британские суда смогли нанести французскому кораблю очень тяжелые повреждения, а поскольку ветер ещё более усилился, французский экипаж потерял управление и Droits De L’Homme был выброшен на песчаную отмель и уничтожен. Amazon также был выброшен на берег, но почти вся его команда пережила катастрофу и попала в плен (три члена экипажа были убиты во время битвы и еще шесть утонули). Несмотря на серьезные повреждения мачт и такелажа, Indefatigable смог избежать катастрофы и отойти от берега, показав отличные мореходные качества. За это сражение в 1847 году Адмиралтейство выпустило медаль с пряжкой «Indefatigable 13 янв. 1797», которой были награждены все выжившие участники этого сражения.
Рейнольдс и его офицеры были обменены на французских заключенных несколько недель спустя, и в ходе обычного военно-полевого расследования потери их корабля были оправданы «с чувством высочайшего одобрения суда». Рейнольдс был впоследствии назначен на большой фрегат HMS Pomone. Старшие лейтенанты каждого фрегата были повышены до командора, а призовые деньги были распределены между экипажами двух фрегатов.